# Tötung von Kalinka Bamberski
Die Tötung von Kalinka Bamberski im Jahr 1982 war ein grenzübergreifender Kriminalfall in Deutschland und Frankreich, der über mehrere Jahrzehnte großes Aufsehen erregt hat. Treibende Kraft in dem Fall war Kalinkas Vater André Bamberski, dem die unklaren Umstände des Todes seiner 14-jährigen Tochter keine Ruhe ließen. Ein 1995 in Frankreich verhängtes Urteil gegen Kalinkas Stiefvater Dieter Krombach wegen Körperverletzung mit Todesfolge konnte nicht vollstreckt werden, da Deutschland die Auslieferung verweigerte. Das Urteil wurde später wegen eines Verfahrensfehlers aufgehoben. Um dennoch eine rechtskräftige Verurteilung erreichen zu können, veranlasste Bamberski 2009 die Entführung Krombachs nach Frankreich. Dort wurde Krombach erneut und diesmal rechtskräftig zu 15 Jahren Haft wegen Körperverletzung mit Todesfolge verurteilt. Bamberski wurde wegen der Entführung zu einer Freiheitsstrafe von einem Jahr auf Bewährung verurteilt.

## Leben und Tod
Kalinka Bamberski wurde am 5. August 1967 im marokkanischen Casablanca als Tochter des Buchhalters André Bamberski und dessen Frau Danielle Gonnin geboren. Ihre Eltern wie auch Kalinka selbst waren französische Staatsbürger. Der deutsche Internist Dieter Krombach, geboren 1935 in Dresden als Sohn eines Wehrmachtoffiziers, lebte ebenfalls in Casablanca. Gonnin und Krombach lernten sich dort 1973 kennen und begannen eine Liebesbeziehung. In der Folge trennte sich Danielle Gonnin von Kalinkas Vater und heiratete Krombach 1977 in zweiter Ehe. 1984 trennte sie sich von Krombach und ließ sich 1989 von ihm scheiden.
Kalinka Bamberski wurde am 10. Juli 1982 im Haus ihres Stiefvaters Dieter Krombach in Lindau am Bodensee tot aufgefunden, wo sie gemeinsam mit ihrem jüngeren Bruder Nicolas die Ferien bei ihrer Mutter und dem Stiefvater verbracht hatte.
Krombach gab an, das 14-jährige Mädchen morgens gegen 10 Uhr tot in seinem Bett aufgefunden zu haben. Am Abend zuvor habe Kalinka über „Unwohlsein“ geklagt und eine Eiseninjektion von ihm erhalten. Es habe bereits Leichenstarre bestanden, als er sie morgens auffand. Daraufhin habe er ihr zum Zwecke der Wiederbelebung einige Medikamente in Herz und Unterschenkel gespritzt. Später ergänzte der Arzt, dass er ihr zum Einschlafen auch ein Beruhigungsmittel gegeben habe.
Kalinkas Leichnam wurde auf Drängen ihres Stiefvaters ohne die bei unklaren Todesfällen übliche vorherige Beiziehung der Kriminalpolizei unmittelbar nach der Feststellung ihres Todes in die Leichenhalle verbracht.

## Obduktion

### Erste Obduktion
Die Obduktion der Leiche fand zwei Tage später im Auftrag der Staatsanwaltschaft Kempten im Stadtkrankenhaus Memmingen statt und wurde von Landgerichtsarzt Höhmann gemeinsam mit Oberarzt Dohmann durchgeführt. Später sollte der Inhalt des Obduktionsberichtes entscheidend für den Verlauf der staatsanwaltlichen Ermittlungen und der von André Bamberski in Deutschland angestrengten Gerichtsverfahren sein.
Im Obduktionsbericht wird als vermutlicher Todeszeitpunkt „zwischen drei und vier Uhr nachts“ angegeben und festgestellt, dass sich eine eindeutige Todesursache nicht feststellen ließe.
Krombachs vorgeblicher Wiederbelebungsversuch durch Gabe eines Psychostimulans (Nikethamid), eines herzwirksamen Glykosids (β-Acetyldigoxin) und eines Antiarrhythmikums (Verapamil) wurde von den Gerichtsmedizinern wie folgt kommentiert: „Die Verabfolgung von weiteren Medikamenten zum Zwecke einer Wiederbelebung bei einer schon von Leichenstarre betroffenen Person mutet grotesk an.“ Die Medikamentenwahl, Ort der Injektionen und der Behandlungszeitpunkt bei erkennbarer Leichenstarre „muten befremdlich an“.
Aus dem Obduktionsbericht geht hervor, dass Krombach unmittelbar im Anschluss an die Sektion noch Kontakt zu den Gerichtsmedizinern suchte und zu bedenken gab, „dass auch übermäßige Sonneneinstrahlung beim Surfen im Verlaufe des Tages den Todeseintritt begründet haben könnte“. Diese Hypothese wird von den Obduzenten jedoch im vorliegenden Fall als „mit Sicherheit ausschließbar“ bezeichnet, weil der von Krombach geschilderte Verlauf der Abendstunden bis in die späte Nacht nicht als Begründung zur Erklärung des Todeseintrittes (Fehlregulation infolge intensiver Sonneneinstrahlung) herangezogen werden könne.
Am Abend des Todesereignisses hatte Krombach seiner Stieftochter eine Injektion von Kobalt‑Ferrlecit (ein neben Kobalt auch Mangan, Kupfer, Eisen und Lecithin enthaltendes Präparat der Kölner Firma A. Nattermann & Cie gegen Anämien wie Infektanämien, Tumoranämien und eisenrefraktäre Anämien) gegeben, da Kalinka ihm gegenüber erklärt habe, dass ihr Bräunungszustand nicht zufriedenstellend sei. Später behauptete Krombach auch, dass diese Injektion angeblich zur Behandlung einer bei Kalinka bestandenen Anämie indiziert gewesen sei. Die Obduzenten kommentierten die verabfolgte Injektion, indem sie einen Kausalzusammenhang mit dem Todesereignis bei einem gesunden 14‑jährigen Mädchen ausschlossen, und gaben lediglich zu bedenken, dass das von Krombach angegebene Behandlungsziel (Intensivierung der Bräunung) auf diese Weise nicht erreicht werden könne.
Laut Obduktionsbericht wurde im Vulvabereich nahe dem After eine etwa 1 cm lange, gewaltsam herbeigeführte Zerreißung der Haut festgestellt. Im Inneren der Scheide wurden schmierige weißliche Substanzen gefunden. Auf eine weitergehende Untersuchung des Genitalbereichs des Mädchens auf Spermaspuren oder andere Fremdflüssigkeiten wurde verzichtet und es wurde auch nicht festgestellt, ob Kalinka noch Jungfrau war.
Weitere Untersuchungen dreier Ärzte auf Drängen des Vaters André Bamberski ergaben, dass die Todesursache nicht mehr zu ermitteln sei. Die Untersuchung des deutschen Pharmakologen Peter Schönhofer ergab, dass sie möglicherweise an der von Krombach am Abend des Todesereignisses verabreichten Kobalt‑Ferrlecit‑Injektion gestorben war.
In seiner Stellungnahme stellte Schönhofer fest:
- Die intravenöse Verabreichung von Eisen ist nur indiziert im Falle einer vom Labor bestätigten Anämie und dies nur, wenn eine orale Unverträglichkeit besteht, was hier nicht der Fall ist. Dieses Präparat hat noch niemals jemanden bräunen helfen und man kann daraus schließen, dass Krombach keineswegs die Regeln der Medizin respektiert und einen Kunstfehler begangen hat.
- Es handelt sich um ein gefährliches Medikament, dessen Injektion unter ärztlicher Überwachung stattfinden muss: der Patient muss liegen, nach einer Mahlzeit, und in den folgenden Stunden überwacht werden. Zwei unerwünschte Nebenwirkungen können auftreten: einmal sofortige spontane Reaktionen wie Abfall des Blutdrucks, der Herztätigkeit, Atemnot, zum anderen weitere Reaktionen wie Fieber, Schmerzen und Übelkeit, Erbrechen.

Am 17. August 1982 beendete die Staatsanwaltschaft Kempten einen Monat nach Kalinkas Tod ihre Ermittlungen.

### Zweite Obduktion
Kalinka Bamberski war in Frankreich bestattet worden. Eine Exhumierung am 4. Dezember 1985 in Frankreich ergab, dass Kalinkas Genitalien inzwischen verwest oder bei der Obduktion in Deutschland entfernt worden waren. Die Einstellung der Ermittlungen wurde vom Oberlandesgericht München fünf Jahre später letztinstanzlich bestätigt. Auch ein Klageerzwingungsverfahren Bamberskis hatte vor Gericht keinen Erfolg.

## Erste Verurteilung Krombachs
Nach dem französischen Strafprozessrecht kann jeder Ausländer, der außerhalb Frankreichs ein Verbrechen gegen einen französischen Staatsbürger begeht, nach französischem Recht strafrechtlich verfolgt werden. Da Kalinka Bamberski Französin gewesen war, war damit eine Zuständigkeit der französischen Strafjustiz gegeben.
André Bamberski erstattete bei den französischen Behörden Strafanzeige gegen Krombach, woraufhin vor dem Pariser Schwurgericht (Cour d’assises) eine Anklage wegen vorsätzlicher Tötung erhoben wurde. Am 5. Juni 1993 wurden Krombach in seinem Wohnort Lindau sowohl die Anklage als auch die im Adhäsionsverfahren erhobene Schadensersatzklage zugestellt. Das französische Gericht ordnete Krombachs persönliches Erscheinen an und erließ Haftbefehl gegen den Angeklagten, um seine Anwesenheit in der Hauptverhandlung zu erzwingen. Da Krombach dennoch nicht zur Hauptverhandlung erschien, untersagte das Schwurgericht Krombachs Anwälten für diesen aufzutreten und erklärte die von ihnen vorgelegten Verteidigungsschriften für unzulässig. Mit Urteil vom 9. März 1995 wurde Krombach vom Pariser Schwurgericht in Abwesenheit wegen Körperverletzung mit Todesfolge zu 15 Jahren Haft verurteilt. Am 13. März 1995 wurde Krombach vom Pariser Schwurgericht außerdem zu einer Zahlung von 350 000 FRF an Bamberski verurteilt, davon 250 000 FRF als Wiedergutmachung für immaterielle Schäden und 100 000 FRF zum Zweck der Erstattung von Gerichtskosten.
Auf Antrag von André Bamberski ordnete das Landgericht Kempten (Allgäu) an, das Urteil des Schwurgerichts Paris mit einer Vollstreckungsklausel zu versehen. Krombachs dagegen gerichtete Beschwerde wurde vom Oberlandesgericht zurückgewiesen. Der daraufhin von Krombach angerufene Bundesgerichtshof (BGH) legte die Rechtsbeschwerde zwecks Rücksprache zunächst dem Europäischen Gerichtshof (EuGH) vor.
Am 29. Juni 2000 erklärte der BGH das Urteil des Pariser Schwurgerichts endgültig für nicht vollstreckbar, da der Anspruch des Beklagten auf rechtliches Gehör verletzt worden sei. Mittlerweile war Krombach am 7. Januar 2000 bei einem Aufenthalt in Vorarlberg in Österreich festgenommen worden. Nachdem zunächst das Landesgericht Feldkirch seine Freilassung gegen Kaution abgelehnt hatte, ordnete das daraufhin angerufene Oberlandesgericht Innsbruck am 2. Februar 2000 seine Freilassung an.
Der Europäische Gerichtshof für Menschenrechte (EGMR) bestätigte diese rechtliche Bewertung und verurteilte Frankreich zu einer Entschädigungszahlung von 100 000 FRF an Krombach. Schließlich wurde das Urteil gegen Krombach 2008 in Frankreich aufgehoben.

## Weitere Straftaten
Am 17. März 1997 wurde Krombach in Kempten wegen Vergewaltigung einer unter Narkoseeinwirkung stehenden 16‑jährigen Patientin, begangen in seiner Praxis am 11. Februar 1997, zu zwei Jahren Haft auf Bewährung verurteilt und verlor seine Zulassung als Arzt. Im Nachgang 1998 recherchierte die ZDF‑Redakteurin Barbara Völkel für das ZDF‑Fernsehmagazin Frontal über den mysteriösen Tod Kalinkas und Krombachs Verurteilung im Vergewaltigungsfall in Kempten. Der Arzt kommentierte seine Tat an der minderjährigen Patientin gegenüber der Fernsehjournalistin mit den Worten: „Sie hat nicht ja gesagt,[…] aber sie hat auch nicht nein gesagt […] wer schweigt, scheint zuzustimmen, hat man im alten Rom gesagt.“ Es blieb das einzige Interview, das der Täter jemals einem Fernsehsender über seine Tat gegeben hat. Auch das Opfer Krombachs, die zur Tatzeit erst 16‑jährige Patientin, äußerte sich später in nur einem einzigen Fernsehinterview gegenüber Völkel mit der Aussage: „Ich konnte mich gar nicht wehren. Ich war durch die Narkose wie gelähmt. Sah verschwommen wie er auf mir lag. Konnte gar nichts dagegen tun.“ In der Folge wies ihm die Staatsanwaltschaft Coburg nach, trotz fehlender Zulassung in 28 Fällen zwischen Oktober 2001 und September 2006 ein Honorar von insgesamt fast 300 000 Euro erhalten zu haben. Im Juli 2007 verurteilte ihn das Landgericht Coburg deshalb zu zwei Jahren und vier Monaten Gefängnis, die er zuletzt in der Justizvollzugsanstalt Kempten abbüßte, bis er am 3. Juni 2008 vorzeitig auf Bewährung entlassen wurde.
Darüber hinaus war Krombach bereits Mitte der 1970er‑Jahre Verdächtiger in einem Ermittlungsverfahren zu einem mutmaßlichen Tötungsdelikt. Es bestand der Verdacht, dass der Mediziner 1969 seine zu der Zeit 24‑jährige erste Ehefrau Monika Hentze in einem Frankfurter Krankenhaus mittels einer Injektion umgebracht habe, nachdem er sie laut Aussage ihrer Mutter zuvor verprügelt und gedroht hatte, sie umzubringen. Zu einer Anklage kam es dennoch nicht.

## Entführung nach Frankreich
Kalinkas Vater André Bamberski war mit dem Fortgang des Verfahrens sehr unzufrieden und warf der Justiz eine Reihe von Versäumnissen vor. In der Folge ging er dazu über, weitergehende Maßnahmen zu ergreifen.
Spätestens ab 2007 lauerte André Bamberski wiederholt Krombachs neuer Familie auf, erschien mit einem Kamerateam vor deren Haus und verteilte an der Schule deren jugendlicher Tochter Flugblätter, die ihren Vater als Vergewaltiger anprangerten. 2009 sah sich Kalinkas leiblicher Vater schließlich unter Zugzwang und gab Krombachs Entführung nach Frankreich in Auftrag, da die Tat zu verjähren drohte und Nachbarn ihm mitgeteilt hatten, Krombach wolle sich nach Westafrika absetzen.
In der Nacht vom 17. zum 18. Oktober 2009 wurde Krombach in seinem Haus in Scheidegg, Landkreis Lindau, überfallen und nach Mülhausen, Frankreich, entführt, wo er verletzt und gefesselt in der Nähe des Justizgebäudes aufgefunden wurde. Von dort aus wurde er zur Untersuchungshaft in den Großraum Paris überstellt, wo er ab dem 22. Oktober im Gefängnis Fresnes einsaß. Unmittelbar nach Krombachs Verhaftung wandte sich das Auswärtige Amt in Berlin an die Kollegen in Paris und forderte seine Auslieferung nach Deutschland, jedoch vergeblich.

## Zweite Verurteilung Krombachs
Am 29. März 2011 sollte der Prozess in Paris eröffnet werden. Er wurde jedoch wegen gesundheitlicher Probleme des Angeklagten auf unbestimmte Zeit ausgesetzt. Ärzte hatten zuvor Atteste vorgelegt, wonach der Angeklagte mindestens zwei Wochen verhandlungsunfähig sei. Im April 2011 lag Krombach wegen einer Erkrankung der Herzkranzgefäße in einem Pariser Krankenhaus. Der Prozess begann schließlich am 4. Oktober 2011.
Am 22. Oktober 2011 wurde Dieter Krombach in Frankreich erstinstanzlich zu 15 Jahren Haft wegen vorsätzlicher Körperverletzung mit Todesfolge an einer Minderjährigen verurteilt. Laut Darstellung der Staatsanwaltschaft hatte Krombach das Mädchen mit einem Schlafmittel betäubt, um es zu vergewaltigen. Die Berufungsverhandlung begann am 27. November 2012. Das Urteil wurde am 20. Dezember 2012 vom Schwurgericht des Départements Val-de-Marne bestätigt. Ein Revisionsantrag wurde im April 2014 ebenfalls abgelehnt, womit das Urteil rechtskräftig wurde.
Gegen die Verurteilung legte Krombach wiederum Beschwerde vor dem EGMR ein und rügte eine Verletzung des Verbots doppelter Strafverfolgung, da nach aktueller Rechtsprechung des EuGH (Urteil vom 11. Februar 2003, Az. C-385/01) auch nicht-gerichtliche Verfahrensbeendigungen als rechtskräftige Abschlüsse gelten. Der EGMR lehnte die Beschwerde ab (Urteil vom 29. März 2018 im Verfahren 67521/14), da die Europäische Menschenrechtskonvention (EMRK) kein internationales Verbot doppelter Strafverfolgung vorsieht, sondern lediglich die Mehrfachverfolgung in ein und demselben Staat untersagt. Die unterschiedlichen Entscheidungen seien basierend auf voneinander unabhängigen Ermittlungen zustande gekommen. Das sei durch den entsprechenden Artikel in einem Zusatzprotokoll der Europäischen Menschenrechtskonvention nicht verboten. In der Urteilsbegründung führte der EGMR weiter aus, das Recht der Europäischen Union sehe durchaus ein Verbot doppelter Strafverfolgung innerhalb aller Mitgliedstaaten vor (Art. 50 der Charta der Grundrechte der Europäischen Union und Art. 54 des Schengener Durchführungsübereinkommens). Es sei jedoch „nicht die Aufgabe des Gerichtshofs“, zu beurteilen, ob das Strafurteil gegen EU-Recht verstoße, da der EGMR ausschließlich mögliche Verletzungen der EMRK zu prüfen hat.
Krombach blieb nach seiner erneuten Verurteilung in Haft. Zwischenzeitlich wurde er aufgrund der Schwere seiner Erkrankung in einem Gefängniskrankenhaus untergebracht. Seinen Antrag auf Verlegung in ein Pflegeheim lehnte ein Gericht im Oktober 2017 ab. Nachdem ein weiteres französisches Gericht im Oktober 2019 seine Haftentlassung aus gesundheitlichen Gründen angeordnet hatte, wurde Krombach schließlich am 21. Februar 2020 wieder auf freien Fuß gesetzt. Am 12. September 2020 verstarb Krombach in einem Altenheim bei Winsen (Luhe).

## Prozess gegen André Bamberski
André Bamberski wurde in Frankreich festgenommen, zwei Tage lang verhört und unter richterlichen Auflagen wieder auf freien Fuß gesetzt. Es wurde ein Ermittlungsverfahren wegen Entführung, Freiheitsberaubung, Körperverletzung und Bildung einer kriminellen Vereinigung gegen ihn eröffnet. Er räumte ein, am 9. Oktober 2009 sein Einverständnis gegeben zu haben, Krombach nach Frankreich zu entführen. Im März 2015 wäre die Krombach in Frankreich zur Last gelegte Tat verjährt gewesen.
Ein Auslieferungsgesuch der Staatsanwaltschaft Kempten wegen des Verdachts der gemeinschaftlichen Freiheitsberaubung wurde vom Gericht in Toulouse abgelehnt.
Bamberski musste sich vor Gericht in Mülhausen (Frankreich) verantworten, wohin er Krombach hatte entführen lassen. Er wurde am 18. Juni 2014 zu einer einjährigen Bewährungsstrafe verurteilt.

## Filme
- 2006 erstellte Hilka Sinning für die Reportagereihe Die Story im Ersten den 45-minütigen Dokumentarfilm Kalinkas Letzte Reise.[47]
- 2010 erstellte Hilka Sinning ebenfalls für die ARD den 45-minütigen Dokumentarfilm Das tote Mädchen vom Bodensee.[47][48]
- 2016 wurde der Fall von dem französischen Regisseur Vincent Garenq in dem Spielfilm Im Namen meiner Tochter – Der Fall Kalinka szenisch umgesetzt.
- 2021 erstellte Bernd Reufels in der Dokureihe Aufgeklärt – Spektakuläre Kriminalfälle des Senders ZDFinfo den 43-minütigen Dokumentarfilm Der Fall Kalinka Bamberski.[49]
- 2022 erschien bei Netflix der französische Dokumentarfilm Der Mörder meiner Tochter (Regie: Antoine Tassin).